# Exterminator 2
Exterminator 2 (br: Exterminador 2)  é um filme produzido nos Estados Unidos em 1984, co-escrito por Mark Buntzman e William Sachs dirigido por Mark Buntzman.

## Sinopse
Uma violenta gangue, liderada por um psicopata chamado X, aterroriza a cidade, fazendo com que o "Exterminador" John Eastman volta à ativa para fazer a lei com suas próprias mãos desta vez usando um lança-chamas como arma.

## Elenco
- Robert Ginty ....John Eastland
- Mario Van Peebles....  X
- Deborah Geffner... Caroline
- Frankie Faison.... Be Gee
- Scott Randolph ...Eyes
- Reggie Rock Bythewood.... Spider
- Bruce Smolanoff ....Red Rat
- David Buntzman ...Head Mafioso
- Kenny Marino... Tony
- Derek Evans.... Delator
- Irwin Keyes.... Monstro